# گلدوین پیکچرز
گلدوین پیکچرز (انگلیسی: Goldwyn Pictures) یک شرکت فیلم‌سازی در آمریکا بوده است.
این شرکت که در ۲۰ آوریل ۱۹۱۶ در شهر فورت لی، نیوجرسی تأسیس شده است در تاریخ ۱۶ آوریل ۱۹۲۴ منحل و جای خود را به شرکت مترو گلدوین مایر داد.

## فیلم‌های ساخته شده
- تائیس (۱۹۱۷)
- سایه‌ها (۱۹۱۹)
- تاوان (۱۹۲۰)
- زن و بازیچه او (۱۹۲۰)
- سافو (۱۹۲۱)
- شرلوک هولمز (۱۹۲۲)
- مسیحی (۱۹۲۳)
- رینو (فیلم ۱۹۲۳) (۱۹۲۳)
- راه سفید بزرگ (۱۹۲۴)